# 扬德尔斯布伦
扬德尔斯布伦是德国巴伐利亚州的一个市镇。总面积42.39平方公里，总人口3284人，其中男性1655人，女性1629人（2011年12月31日），人口密度77人/平方公里。